# Tomas Norström
Stig Tomas Norström, född 23 maj 1956 i Södertälje, Stockholms län, död 3 oktober 2021 i Katarina distrikt i Stockholm, var en svensk skådespelare.

## Biografi
Norström utexaminerades från Teaterhögskolan i Stockholm 1981, där han varit klasskamrat med bland andra Jessica Zandén och Peter Stormare. Han blev folkkär efter sin medverkan i TV-serien Pistvakt – En vintersaga och filmen Pistvakt, men han gjorde även många andra roller på såväl scen som film. Han läste även in ljudböcker, bland annat J.R.R. Tolkiens verk.
Han regisserade också filmen Gunnel (2008) tillsammans med Henrik Carlheim-Gyllenskiöld.
I oktober 2021 gick Norström bort i sviterna av cancer.

## Filmografi
- 1976 – Långt borta och nära
- 1977 – Mackan
- 1979 – En kärleks sommar
- 1979 – Kejsaren
- 1980 – Mannen som gick upp i rök
- 1981 – Varning för Jönssonligan
- 1981 – Höjdhoppar'n
- 1983 – Mitt i planeten (TV-serie)
- 1983 – Limpan
- 1983 – Spanarna (TV-serie)
- 1983 – Andra dansen
- 1984 – Två solkiga blondiner
- 1984 – Sköna juveler
- 1985 – Den tragiska historien om Hamlet – prins av Danmark (TV-serie)
- 1985 – Svindlande affärer
- 1986 – Hövdingen (TV-serie)
- 1986 – Studierektorns sista strid (TV-serie)
- 1986 – Den nervöse mannen
- 1987 – Res aldrig på enkel biljett
- 1987 – Calle Schewens vals
- 1988 – Som man ropar (TV-serie)
- 1988 – Venus 90
- 1988 – Freden och jag
- 1989 – Nils Olof Andersson (TV-serie)
- 1989 – Tiger Rag (TV-serie)
- 1990 – S*M*A*S*H (TV-serie) – tränaren Börje
- 1990 – God afton, herr Wallenberg
- 1990 – Kaninmannen
- 1990 – I skog och mark
- 1990 – Werther
- 1991 – Den Hvite viking
- 1991 – Infödingen
- 1991 – Fasadklättraren
- 1991 – Facklorna
- 1992 – Hammar
- 1992 – Min store tjocke far
- 1992 – Rederiet
- 1993 – Kådisbellan
- 1993 – Drömmen om Rita
- 1993 – Snoken (TV-serie)
- 1994 – Polismördaren
- 1994 – Stockholm Marathon
- 1994 – Min vän Percys magiska gymnastikskor (TV-serie)
- 1994 – Bert (TV-serie) – (som Banan-Boris)
- 1994 – Händerna
- 1994 – 13-årsdagen
- 1995 – Vita lögner
- 1995 – Happy Days
- 1995 – En nämndemans död (TV-serie)
- 1996 – Zonen (TV-serie)
- 1996 – Jägarna
- 1996 – Drömprinsen – Filmen om Em
- 1996 – Lögn
- 1997 – Reine och Mimmi i fjällen!
- 1997 – Sjukan (TV-serie)
- 1997 – Radioskugga (TV-serie)
- 1997 – Emma åklagare (TV-serie)
- 1997 – Detta har hänt (TV-serie)
- 1998 – Pistvakt – En vintersaga (TV-serie)
- 1999 – Ett litet rött paket (TV-serie)
- 1999 – Kajsas ko (TV-serie)
- 2000 – Hur som helst är han jävligt död
- 2002 – Livet i 8 bitar
- 2003 – Psalmer från köket (Salmer fra kjøkkenet)
- 2004 – Vakuum
- 2005 – Pistvakt
- 2005 – Wallander – Mörkret
- 2005 – Magister Hoffman – en hårsmån från svart
- 2005 – Spadek
- 2006 – Lasse-Majas detektivbyrå (TV-serie)
- 2006 – Inga tårar
- 2007 – Beck – Den svaga länken
- 2007 – Brandvägg (TV-serie)
- 2007 – Blåbärskriget
- 2008 – Lasse-Majas detektivbyrå – Kameleontens hämnd
- 2010 – Hem till jul
- 2010 – Ignorance
- 2013 – Lasse-Majas detektivbyrå – von Broms hemlighet
- 2014 – Lasse-Majas detektivbyrå – Skuggor över Valleby
- 2015 – Lasse-Majas detektivbyrå – Stella Nostra
- 2017 – Jordskott (TV-serie)
- 2018 – Sommaren med släkten (TV-serie)
- 2018 – LasseMajas Detektivbyrå – Det första mysteriet
- 2020 – LasseMajas detektivbyrå – Tågrånarens hemlighet
- 2020 – Tunn is (TV-serie)
- 2020 – We Got This (TV-serie)
- 2021 – Heder (TV-serie)

## Teater

### Roller (ej komplett)
| År   | Roll   | Produktion                                                           | Regi         | Teater           |
| ---- | ------ | -------------------------------------------------------------------- | ------------ | ---------------- |
| 1990 | Ossip  | Revisorn (Ревизо́р, Revizór) Nikolaj Gogol                            | Ragnar Lyth  | Boulevardteatern |
| 1997 | Granne | Svensson, Svensson Tomas Tivemark, Johan Kindblom och Michael Hjorth | Mikael Ekman | Chinateatern     |